# Alexander Merkel
Alexander Merkel (Alma-Ata, 22 februari 1992) is een Kazachs voetballer met een Duits paspoort die als middenvelder speelt.

## Clubcarrière

### Jeugd
Merkel werd geboren in het Kazachse Pervomayskiy. Zijn ouders zijn beide Russisch maar zijn ook beide van Duitse afkomst. Merkel kwam op 6-jarige leeftijd naar Duitsland. Daar begon hij te voetballen bij amateurclub JSG Westerwald. Op 11-jarige leeftijd werd hij opgemerkt door scouts van VfB Stuttgart.

### AC Milan
Op 16-jarige leeftijd verliet Merkel Stuttgart voor AC Milan. Merkel debuteerde voor Milan in de Champions League op 8 december 2010 tegen AFC Ajax. Op 6 januari 2011 maakte hij zijn competitiedebuut voor Milan tegen Cagliari. Hij startte meteen in de basiself. Op 20 januari 2011 scoorde hij zijn eerste doelpunt voor Milan in de Coppa Italia tegen AS Bari.

### Genoa
In juli 2011 verkocht Milan 50% van Merkels transferrechten aan Genoa. Stephan El Shaarawy maakte de omgekeerde beweging. Op 20 augustus 2011 maakte hij zijn debuut voor Genoa in de Coppa Italia tegen ASG Nocerina 1910. Op 17 januari 2012 leende Genoa hem uit aan AC Milan. Op 18 januari 2012 speelde hij in de Coppa Italia tegen Novara zijn eerste wedstrijd in zijn tweede periode bij Milan. Op 23 mei 2012 kocht Genoa de overige 50% transferrechten van Merkel.

### Udinese
Op 5 januari 2013 tekende Merkel een vijfjarig contract bij Udinese. Het transferbedrag werd niet bekendgemaakt. In januari 2014  werd Merkel gestald bij Watford FC, waar Udinese een samenwerkingsverband mee heeft.

## Interlandcarrière
Merkel speelde eerder voor diverse Duitse jeugdelftallen. In december 2010 sprak hij zijn wens uit om voor het Russisch voetbalelftal uit te komen. Toenmalig bondsvoorzitter Sergey Fusenko en bondscoach Dick Advocaat verklaarden dat dit onmogelijk was, aangezien hij niet over de Russische nationaliteit beschikt. In februari 2011 verklaarde Merkel dat hij een vernieuwde wens heeft om voor het Duits voetbalelftal uit te komen. In 2015 debuteerde Merkel als international voor zijn geboorteland Kazachstan.